# Ukraińcy w Rumunii
Ukraińcy w Rumunii (rum. Ucrainenii din România, ukr. Українці Румунії, Ukrajinci Rumuniji) – oficjalna i trzecia co do wielkości mniejszość narodowa na terenie Rumunii licząca 61 098 osób (2011).

## Miejsce zamieszkania
Ukraińcy zamieszkują przede wszystkim tereny przy granicy rumuńsko-ukraińskiej, w północnej Rumunii, a w szczególności w okręgu Marmarosz, gdzie stanowią ok. 6,4% populacji (2011). W północnej części kraju zamieszkują także okręg Suczawa (ok. 0,9% populacji), a w zachodniej okręg Temesz (ok. 1,1%) i okręg Caraș-Severin (ok. 0,9%). Trzecim miejscem zamieszkania jest okręg Tulcza w Dobrudży (ok. 0,5%).
Po nasileniu konfliktu rosyjskiego-ukraińskiego w 2022 roku ponad 600 tysięcy Ukraińców uciekło do Rumunii, co obecnie powoduje chwilowy ogromny wzrost liczby Ukraińców w tym kraju, jednak przeważnie nie są to jego obywatele a jedynie imigranci.

## Religia
| Religia                      | Liczba ludności |
| ---------------------------- | --------------- |
| prawosławni                  | 48262           |
| katolicy (rzymskokatolicyzm) | 267             |
| kalwiniści                   | 132             |
| pentekostalizm               | 6167            |
| katolicy (grekokatolicyzm)   | 1721            |
| baptyści                     | 252             |
| adwentyści dnia siódmego     | 1287            |
| muzułmanie                   | 33              |
| unitarianie                  | 4               |
| bracia plymuccy              | 188             |
| staroobrzędowcy              | 723             |
| ewangeliści (prezbiterianie) | 55              |
| ateiści                      | 33              |
| inni                         | 1925            |